# Erioscele rureoides
Erioscele rureoides là một loài bướm đêm trong họ Noctuidae.